# Ханс-Густав Фелбер
Ханс-Густав Фелбер (на немски: Hans-Gustav Felber) е немски офицер, служил по време на Първата и Втората световна война.

## Биография

### Ранен живот и Първа световна война (1914 – 1918)
Ханс-Густав Фелбер е роден на 8 юли 1889 г. във Висбаден, Германска империя. През 1908 г. се присъединява към армията като офицерски кадет от пехотата и на 17 август 1909 г. е издигнат в чин лейтенант и зачислен към 117-и пехотен полк. Участва в Първата световна война и до края ѝ е с в звание хауптман.

### Междувоенен период
След нея се присъединява към Райхсвера, където служи като ротен командир от 15-и пехотен полк. От 1 октомври 1932 г. е заслужено повишен в чин подполковник, по време на служба в 1-ви батальон от Пруския 1-ви пехотен полк, а година-две след това в щабен-командир на 3-ти армейски корпус.

### Втора световна война (1939 – 1945)
В началото на Втора световна война, през средата на октомври 1939 г. е началник-щаб на 2-ра армия, а на 1 февруари 1940 г. и на група армии „Център“. На 1 октомври 1941 г. последователно командва 18-и и 35-и армейски корпус, а между 26 септември и 26 октомври 1944 г. войските от група армии „Фелбер“.
Последно, до март 1945 г. е командир на 7-а армия, след това в резерва.

### Пленяване и смърт
Пленен е през май 1945 г. и освободен три години по-късно. Умира на 8 март 1962 във Франкфурт, Германия.

## Военна декорация
| - Германски орден „Железен кръст“ (1914) – II (10 септември 1914) и I степен (24 декември 1915) - Германски орден „Кръст на честта“ (29 декември 1934) - Германско отличие „За заслуга във Вермахта“ (?) – IV и I степен (?) - Германски Възпоменателен медал от 1 октомври 1938 г. (?) | - Германски орден „Железен кръст“ (1939, повторно) – II (20 септември 1939) и I степен (28 септември 1939) - Германски медал „За зимна кампания на изтока 1941/42 г.“ (3 август 1942) - Рицарски кръст (17 септември 1941) |